# SS La Bourgogne
El SS La Bourgogne fue un transatlántico y buque correo de la Compagnie Générale Transatlantique (CGT) botado en Francia en 1886 y hundido en el Atlántico Norte en 1898, donde murieron 562 de las 725 personas que iban a bordo. Cuando era nuevo, batió el récord de velocidad en la travesía transatlántica de Le Havre a Nueva York. El buque ya había tenido colisiones contra otros barcos en 1890 y 1896.
La Bourgogne se hundió al colisionar contra el velero Cromartyshire. Los dos barcos se encontraban en medio de una espesa niebla frente a Terranova, y el Cromartyshire había reducido la velocidad, pero el La Bourgogne navegaba a gran velocidad. Se alegó que, tras la colisión, algunos de los oficiales del vapor no cumplieron con su deber de minimizar la pérdida de vidas humanas, y que miembros de su propia tripulación o un grupo de marineros que eran pasajeros del camarote lucharon por salvarse a sí mismos excluyendo a los demás pasajeros.
Sólo sobrevivió el 13% de los pasajeros, frente al 48% de la tripulación. 200 de sus pasajeros eran mujeres, pero sólo una sobrevivió. Entre los pasajeros había numerosos niños, ninguno de los cuales sobrevivió.
Los propietarios del Cromartyshire y los familiares de decenas de víctimas del naufragio demandaron a la CGT por daños y perjuicios. Los propietarios del velero ganaron, pero la CGT obtuvo la limitación de responsabilidad contra los demás demandantes. Algunos reclamantes ganaron sólo una fracción de la cantidad que reclamaban, y otros perdieron sus casos por completo. Las reclamaciones continuaron hasta 1908, cuando el Tribunal Supremo de Estados Unidos dictaminó que, aunque la excesiva velocidad de La Bourgogne causó la colisión, la CGT no era culpable.

## Hundimiento
El 2 de julio de 1898, La Bourgogne partió del North River en Nueva York hacia Le Havre. Llevaba un total de 725 personas: 83 pasajeros en primera clase, 123 en segunda, 297 en tercera clase y 222 tripulantes. También transportaba carga por valor de entre 300.000 y 400.000 dólares y 170 bolsas de correo. Sus pasajeros incluían un grupo de marineros austrohúngaros, y un grupo de unos 75 armenios, incluido un sacerdote, y 13 asirios.
Dos días después, La Bourgogne se encontró con una densa niebla frente al Gran Banco de Terranova, lo que redujo la visibilidad a unos 20 metros (18 metros), pero mantuvo alta velocidad. Además, estaba a 160 millas náuticas (300 km) de la ruta marítima transatlántica en dirección este en la que debería haber estado.

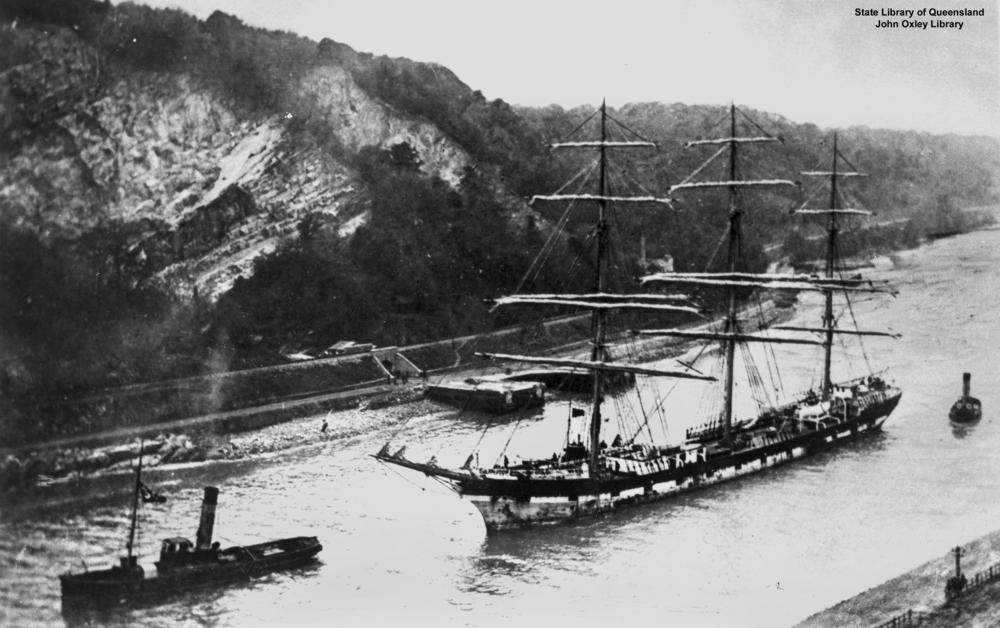
El Cromartyshire

El 8 de junio, el velero Cromartyshire, de tres mástiles y casco de hierro, había partido de Dunkerque con un cargamento de carbón rumbo a Filadelfia. Temprano en la mañana del 4 de julio navegaba a través de la niebla, a unas 60 millas náuticas (110 km) de la isla de Cabo Sable, Terranova, haciendo sonar su sirena de niebla cada minuto. Iba con velas reducidas y navegaba sólo entre 4 y 5 nudos (7 a 9 km/h). La Bourgogne escuchó la sirena de niebla del Cromartyshire y respondió con su silbato de vapor, pero los vigías de ninguno de los barcos pudieron ver al otro. A las 05:00 horas, la proa del Cromartyshire golpeó el lado de estribor de La Bourgogne en un ángulo oblicuo. El capitán del velero, el capitán Oscar Henderson, dijo que el barco navegaba a "una velocidad tremenda".
El impacto se produjo justo detrás del puente de La Bourgogne. La proa del velero penetró en la sala de máquinas del vapor por debajo de la línea de flotación y rastrilló su costado de estribor, rompiendo el bote salvavidas de estribor número 1 de La Bourgogne y dañando los botes salvavidas número 3 y 5. El capitán Deloncle puso rumbo a la isla de Cabo Sable, pero La Bourgogne perdió fuerza, dejándola incapaz de hacer funcionar sus bombas principales. La Bourgogne disparó un cohete de socorro y una bengala , y encendió luces para indicar que estaba en peligro.
La mayoría de los pasajeros estaban en la cama y durmiendo hasta que los dos barcos chocaron. Se botaron los botes salvavidas de estribor y algunas balsas salvavidas de La Bourgogne, pero los supervivientes alegaron que los oficiales del transatlántico eran ineficaces y los marineros intentaron salvarse a sí mismos en lugar de a los pasajeros. Algunos pasajeros intentaron botar ellos mismos los botes y balsas, y luego alegaron que algunos miembros de la tripulación "los ahuyentaron" y se apoderaron de los botes y balsas. Un pasajero alegó que un tripulante en cubierta usó un remo para golpear a un pasajero e impedirle alcanzar una balsa salvavidas. Él y otros pasajeros alegaron que los ocupantes de los botes salvavidas usaban bicheros y remos para impedir que los pasajeros en el agua subieran a su bote. Un pasajero alegó que él y su anciana madre fueron arrojados al mar desde un bote salvavidas. Un superviviente afirmó que algunos pasajeros fueron amenazados con cuchillos. Los supervivientes dijeron que el único miembro de la tripulación de La Bourgogne que hizo un esfuerzo profesional para botar los botes salvavidas fue el segundo oficial, Delinge.
El capitán Deloncle, todos los oficiales de cubierta y la mayoría de los oficiales de máquinas murieron en el hundimiento. El sobrecargo y el cuarto ingeniero fueron los únicos oficiales que sobrevivieron.

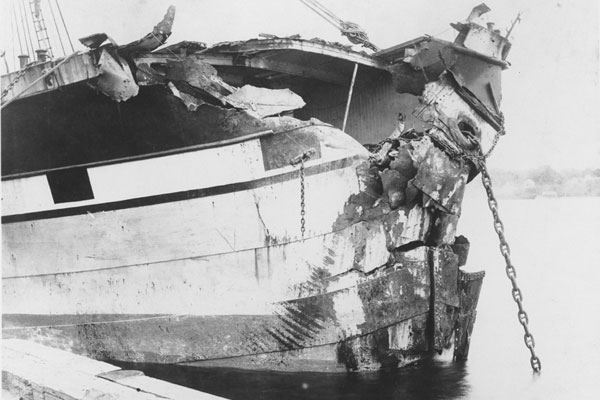
La proa del Cromartyshire dañada tras la colisión

El capitán Henderson ordenó a la tripulación del Cromartyshire que preparara sus botes para arriarlos y se adelantó para inspeccionar su proa. Encontró grandes daños, pero el velero no corría peligro inmediato de hundirse. Los dos barcos se perdieron en la niebla, pero Henderson vio el cohete y la bengala que disparó La Bourgogne, y disparó varios cohetes y bengalas de socorro desde Cromartyshire. Aproximadamente a las 05:30 horas, la niebla se disipó lo suficiente como para que Henderson pudiera ver dos de los botes salvavidas de La Bourgogne remando hacia su barco. Esta fue la primera vez que supo que el barco de vapor se había hundido.
Cromartyshire rescató a los ocupantes de los dos barcos, se puso de pie y lanzó sus propios tres barcos para rescatar a otros supervivientes, muchos de ellos en balsas salvavidas o aferrados a los restos del naufragio. Aproximadamente a las 15:00 horas avistó un barco de vapor en dirección oeste, el Grecian de Allan Line, y le hizo una señal. Los supervivientes fueron trasladados al Grecian, que remolcó el velero hasta Halifax, Nueva Escocia, adonde llegaron el 6 de julio.
Sólo sobrevivieron 163 personas. Entre los pasajeros de La Bourgogne había unas 200 mujeres, pero sólo una se salvó. Los supervivientes incluyeron 104 de 222 tripulantes, pero sólo 61 de 503 pasajeros. La mayoría de los pasajeros de primera clase también murieron.
La CGT se apresuró a negar las acusaciones contra sus funcionarios y marineros. Afirmó que habían actuado correctamente y que los marineros que agredieron a los pasajeros viajaban en tercera clase y no eran miembros de la tripulación del barco. La CGT afirmó que el Oficial Mayor comandaba el barco número 7 de estribor, que estaba lleno de mujeres y niños, y fue botado con éxito, pero luego fue aplastado por una de las dos chimeneas del barco que cayó sobre él. El cónsul general francés en Nueva York, Edmond Bruwaert, informó que el barco de estribor número 9 había transportado a 53 supervivientes a Cromartyshire , y su tripulación había hecho todo lo posible para rescatar a otros supervivientes.

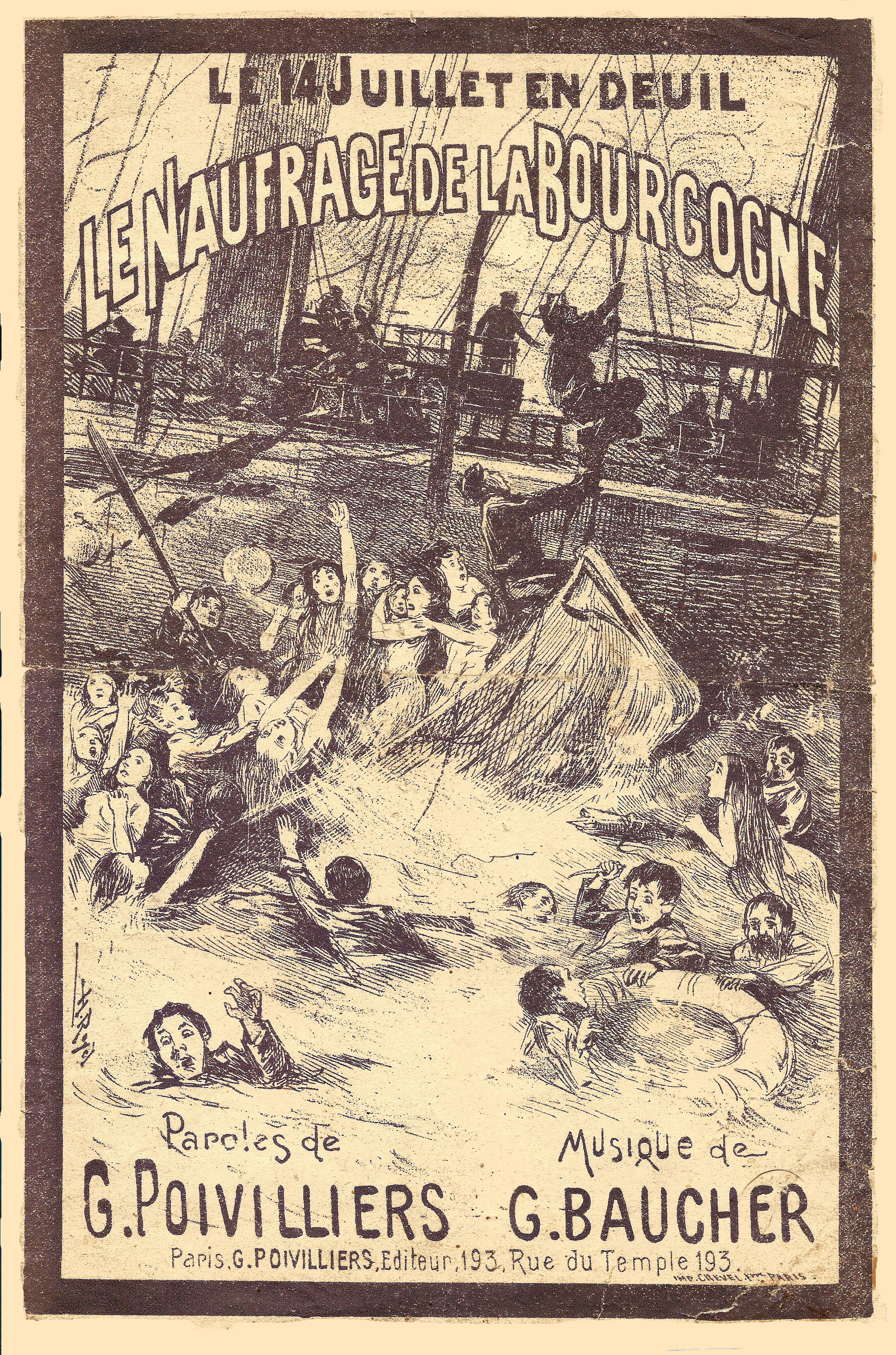
Versión de una canción, Le Naufrage de La Bourgogne, publicada después del hundimiento.

La CGT dijo que diez o una docena de marineros entre los pasajeros de tercera clase se apoderaron del barco de estribor número 11, se negaron a ayudar a nadie más y rechazaron a cualquiera que intentara abordar su barco. Un pasajero dijo que los marineros en el barco eran "austriacos". Más tarde se aclaró que eran de Dalmacia y Croacia , que entonces eran provincias de Austria-Hungría.
Los supervivientes de la tripulación de La Bourgogne fueron devueltos a Nueva York, donde Bruwaert los interrogó. El 9 de julio, la tripulación, junto con aproximadamente una docena de pasajeros de tercera clase supervivientes, fueron enviadas a Francia a bordo del transatlántico La Touraine de la CGT. A su llegada a Francia, serían entregados al Almirantazgo francés para ser interrogados más a fondo. Llegaron a Le Havre a bordo de La Touraine el 17 de julio
Los supervivientes describieron la conducta de Deloncle y sus oficiales. Uno de los fogoneros de Le Bourgogne afirmó que todos habían actuado correctamente, pero algunos pasajeros se lo impidieron. Sin embargo, Charles Liebra, de Filadelfia, afirmó que Deloncle dijo a los "pasajeros del salón" (es decir, de primera clase) que no había ningún peligro. Un pasajero austrohúngaro, Matteo Turich, estaba en cubierta y vio la colisión mientras sucedía. Alegó que "no se daban órdenes y no prevalecía ningún sistema". Un pasajero suizo, Fred Nyffeler, también alegó que justo después de la colisión, un oficial le dijo que "no pasaba nada". Nyffeler alegó que cuando el barco se escoraba y los pasajeros y la tripulación se dirigían a los botes salvavidas, Deloncle "evidentemente había perdido la cabeza y caminaba arriba y abajo del puente gritando y maldiciendo".